# Glossario musicale (A-H)

## A
<Z | B>

### A
1. Nome della nota musicale La nelle regioni anglosassoni e di lingua tedesca, nonché nella notazione letterale medievale
2. Simbolo dell'accordo di la maggiore se maiuscolo, di la minore se minuscolo
3. Nome della nota musicale Do nella notazione di Notker Balbulus
4. Simbolo del primo modo nelle indicazioni all'inizio di una melopea gregoriana
5. Abbreviazione di Antifona o di Altus, antico registro vocale corrispondente all'odierno Contralto

### Abbellimento
Nota o gruppo di note - dette ausiliarie, accessorie, ornamentali o di fioritura - inseriti nella linea melodica con funzione non strutturale, ma decorativa e/o espressiva. Sono sinonimi ornamento, fioritura e fioretto. //⇒Abbellimento

### Abbreviazioni
Insieme di simboli o scritture alternative che semplificano la scrittura musicale ordinaria quando essa risulti troppo complessa o manchi di immediatezza. Si riportano rimandi alle principali forme di A.:
- A. testuali.
  - accenti: sf sfz fz fp
  - agogica: accel. rall. rit.
  - tecnica strumentale:
    - archi: balz. = balzato, stacc. = staccato, leg. = legato, pont. = ponticello
    - chitarre: w.b. o w/Bar = with bar

  - varie: bc (basso continuo), Fond. (fondamentale), Riv. (rivolto)

### A cappella
Composizione per sole voci, senza nessun tipo di accompagnamento strumentale. //⇒A cappella

### Accarezzevole; Accarezzévole
Indicazione agogica dolce ed espressiva, che richiede un'esecuzione con sentimento. //⇒Accarezzevole

### Accento
Evidenziazione di un suono tramite la modifica di uno dei suoi parametri, intensità o durata. //⇒Accento (musica)

### Accessoria, nota
//⇒Abbellimento

### Acciaccatura
Nota ornamentale che ne precede una reale togliendone un breve valore. //⇒Acciaccatura

### Accidente
//⇒Alterazione

### Accollatura
//⇒Sistema

### Accordatura
//⇒Temperamento; Temperamento

### Accordo
L'accordo è la sovrapposizione eufonica di tre o più suoni di una determinata tonalità ad intervalli di 3ª maggiore o minore, con partenza da un suono detto basso o suono o nota fondamentale.
- A seconda del numero di note delle quali è formato, un A. si dirà (in grassetto la nomenclatura più utilizzata):
  - 2 suoni - Diade o A. di Terza (viene considerato una triade incompleta)
  - 3 suoni - Triade o A. di Quinta
  - 4 suoni - Quadriade o A. di Settima
  - 5 suoni - Quintiade o A. di Nona
  - 6 suoni - Sestiade o A. di Undicesima
  - 7 suoni - Settiade o Eptiade o A. di Tredicesima

- Nomenclature. La nota che dà origine all'A. si dice fondamentale o nota (suono) fondamentale; le altre note sono definite a seconda dell'intervallo che le separa dalla fondamentale; avremo quindi la 3ª, la 5ª, la 7ª, l'11ª e la 13ª.

//⇒Accordo; Intervallo

### Acefalo
(Pron. acèfalo)
Si dice A. il ritmo iniziale di un passo, avente la caratteristica di presentare in battere una pausa. Sin. procatalettico.
//⇒Anacrusico; Tetico

### Acustica, chitarra
Chitarra acustica è definito quel tipo di chitarra che non fa uso sistematico di amplificazione del suono. In realtà, la chitarra classica è già una C.A. ma, in genere, il termine viene riservato a strumenti utilizzati nel blues, folk, rock e tutto il genere della musica leggera; questi strumenti possono a volte essere amplificati; in questo caso si differenziano dagli altri tipi di chitarra per la forma dello strumento, sostanzialmente più vicino alla chitarra classica che non alla chitarra elettrica e per la qualità dell'amplificazione, che è sempre lieve e non fa uso di distorsioni del suono.
//⇒Chitarra acustica

### Acuto
//⇒Suono

### Acutista
Il termine si riferisce, in generale, a cantante o strumentista specializzato nell'emissione dei suoni del registro acuto. Ad esempio, è spesso un acutista il trombettista che ricopre il ruolo di prima tromba in una Big band.

### Ad libitum
Ad libitum (pronuncia ad lìbitum) deriva dal latino lìbitum, a piacere ed è un'espressione con la quale si segnala la sospensione di una qualche prescrizione; spesso si utilizza con riferimento al metro, per contrassegnare un passo con ritmo libero. //⇒Ad libitum

### Addizionali, Tagli
Segmenti di linee immaginarie, utilizzate per individuare le note che risiedono fuori dal rigo musicale. //⇒Nota; Pentagramma

### Adiastematico
(Pronuncia adiastemàtico) Che non produce diastemazia.

### ADSR
Acronimo di Attack-Decay-Sustain-Release, cioè Attacco-Decadimento-Sostegno-Rilascio, le quattro caratteristiche con le quali si definisce una particolare proprietà del suono chiamata «inviluppo». Questa viene utilizzata per indicare l'andamento dell'onda sonora nel tempo. Il termine è stato usato soprattutto agli inizi dell'era della musica elettronica negli esperimenti effettuati tramite sintetizzatori.
//⇒ ADSR

### Aerofoni
Strumenti nei quali il suono è prodotto mettendo in vibrazione in vario modo una colonna d'aria.
//⇒Aerofoni

### Affannato
Indicazione agogica relativa all'espressione di un brano; indica l'affanno e l'impetuosità con cui va eseguito. //⇒Agogica

### Affannoso
//⇒Affannato

### Afonia
Si dice A. (pronuncia afonìa) la perdita irreversibile della voce. //⇒Disfonia

### Agile
//⇒Leggiadro

### Agogica
Insieme delle modifiche dell'andamento di un brano. Pur essendo considerato parte dell'A. lo stesso andamento, indicazioni proprie sono accelerando e rallentando (o ritenuto) a volte seguite da una linea punteggiata o tratteggiata, che indicano corrispettivamente un incremento e un decremento progressivi della velocità delle pulsazioni (spesso abbreviati in accel. e rall. o rit.). La locuzione A tempo o Tempo prescrive un ritorno alla velocità precedente mentre Tempo I indica il ripristino dell'andamento iniziale del brano.
//⇒Dinamica

### Air de cour
L'A.d.C. era un tipo di musica vocale a struttura strofica, inizialmente polifonica poi, dopo il 1610, prevalentemente monodica, molto popolare in Francia fra il tardo Rinascimento ed il primo barocco, soprattutto durante il regno di Luigi XIII.
//⇒Air de cour

### Aksak
Termine turco (pronuncia: àksak) che letteralmente significa «zoppicante» ed è usato per indicare i ritmi asimmetrici tipici della musica popolare dell'est europeo. Lo stesso termine è ora utilizzato per indicare i metri aventi i tempi di lunghezza diversa (variamente formati di 2 o 3 suddivisioni).
//⇒Metro

### Albertino, basso
Espressione con la quale si indicano diversi tipi di accompagnamento strumentale basato su formule arpeggiate degli accordi. Il termine deriva da Domenico Alberti, un compositore attivo nella prima metà del Settecento, che ne faceva largo uso nelle proprie composizioni. Un esempio di basso albertino lo ritroviamo nei rondò beethoveniani, dove la rapidità dell'arpeggio crea un'uniformità sonora molto vicina all'accordo.

### Alea
Dal latino àlea, dado (a sua volta derivato dal sanscrito pra-àsakas), e, in italiano, «casualità, sorte». Per A. si intende un procedimento tipico delle composizioni avanguardistiche novecentesche. Si usa distinguere l'A. semplice, attraverso la quale il compositore introduce sezioni improvvisate, sottoposte alla libera iniziativa dell'esecutore, dall'A. controllata, che prevede indicazioni che orientino in modo più o meno marcato l'esecuzione. //⇒Alea; Improvvisazione

### Alla marcia
Anche al modo di marcia, a stile di marcia, marcia, marciato, marziale, tempo di marcia. Indicazione agogica che imita l'andamento e la forma musicale di una marcia.

### All-kill
Termine utilizzato in Corea del Sud quando una canzone k-pop è al primo posto, nello stesso momento, in tutte le principali classifiche musicali in tempo reale.

### Alla breve
Si definisce alla breve una composizione avente per frazione metrica il simbolo ¢, sinonimo della frazione 2/2. Il semicerchio barrato era utilizzato nella polifonia cinquecentesca per indicare la proportio dupla, un sistema con il quale il tactus passava dalla semibreve alla breve, da cui ha poi avuto origine l'espressione.
//⇒Alla breve; Figure musicali

### Alleluja
(canto)

### Al modo di marcia
//⇒Alla marcia;

### Alterazione
1. Con A. o accidente si denomina un segno posto a sinistra della testa della nota, posto ad indicare un suono più acuto o più grave di 1 o 2 semitoni (1.) rispetto alla nota naturale alla quale è collegato. //⇒ Alterazione
2. A. in chiave. //⇒ Armatura di chiave
3. A. precauzionale. A. posta nella misura immediatamente successiva ad una che presenti un'A.. Il suo uso, seppur non indispensabile, è considerato necessario per ripristinare o suggerire le alterazioni corrette.

### Alternanza, trattini di
//⇒Abbreviazioni

### Altezza
//⇒Suono; Altezza

### Ambito (Ambitus)
//⇒Ambitus

### Ambrosiano, canto
Esiste una strettissima connessione tra la Cappella Musicale, il Duomo e la tradizione musicale milanese: se, infatti, la Cappella nacque, con questo nome e con le sue specifiche caratteristiche, insieme alla cattedrale milanese, non si deve dimenticare che, alla sua fondazione, "prese le consegne" della "Schola cantorum" presente a Milano fin dai tempi di sant'Ambrogio, nel IV secolo.
Fu allora che, in una Milano che era punto d'incontro tra varie culture, cominciarono a nascere canti particolari, legati al culto e alla liturgia: erano i primi "pezzi" di un repertorio che, poi, sarà chiamato Canto Ambrosiano: lo stesso vescovo Ambrogio, infatti, componeva melodie e testi di inni, che cantava in chiesa insieme ai suoi fedeli. Fu lui, anzi, che radicò l'importanza del canto nella tradizione liturgica milanese.
Ancora oggi il canto ambrosiano fa parte del programma della Cappella Musicale del Duomo, che ha tenuto sempre fede al suo ruolo di "custode": lo studio di questo antico repertorio è affidato a una sezione speciale di cantori adulti, ma anche i "pueri" partecipano: come ai tempi di Ambrogio, studiano ed eseguono i brani a loro riservati.

### Ampiezza
//⇒Suono; Ampiezza

### Amuso
Si dice A. un individuo che sia incapace biologicamente di comprendere, eseguire ed apprezzare la musica. Per estensione, si dice di persona completamente priva di sensibilità musicale non per deficit fisiologici ma per carenze culturali.
//⇒Amusia

### Anacrusico
Si dice A. (pronuncia anacrùsico) il ritmo iniziale di un passo, avente la caratteristica di presentare una o più note in levare. La tipica scrittura prevede che queste note siano inserite in una porzione di misura, più corta della misura prevista dalla frazione metrica, conteggiata come misura zero e detta, appunto, misura anacrusica. Sin. protetico. //⇒Acefalo; Tetico

### Ancia
Piccola linguetta di legno di bambù o di altro materiale, posta in diversi strumenti musicali all'interno dell'imboccatura (ancia semplice: clarinetto, sax...) o costituente l'imboccatura stessa in quanto formata da due linguette sovrapposte (ancia doppia: oboe, fagotto...) ed utilizzata per mettere in vibrazione la colonna d'aria.
//⇒Ancia

### Andamento
Velocità delle serie metriche, indicata all'inizio del brano, sopra il rigo musicale o il sistema attraverso indicazioni verbali.
Le principali indicazioni di A. sono (dalla più lenta alla più veloce):
- Grave
- Largo
- Lento
- Adagio
- Andante
- Moderato
- Allegro
- Presto

Queste indicazioni sono spesso modificate attraverso l'aggiunta di comparativi di maggioranza o minoranza (es. Poco Allegro), di superlativi e diminutivi (es. Prestissimo) o con ulteriori espressioni che chiariscano meglio il carattere del brano in questione (es. energico, appassionato).
L'A., da Ludwig van Beethoven in poi, è stato specificato con estremo rigore usando il metronomo.
Un'indicazione particolare, posta accanto all'A., è la dicitura "In uno".

### Anecoica, camera
Stanza concepita in modo tale da ricreare una completa assenza di riflessioni del suono, con particolari forme e materiali fonoassorbenti.
Il termine, dal greco, significa "privo di eco", ed è particolarmente utile per studi in laboratorio sui materiali e per strumenti elettronici in assenza di interferenze. Una versione più semplice è quella tipicamente realizzata negli studi di registrazione dove si cerca un suono pulito e fedele, in particolare per strumenti con cassa di risonanza (come quelli a corde) o voce che soffrono della presenza di eco. Uno degli effetti curiosi è la perdita di equilibrio: l'orecchio, infatti, che è il giroscopio naturale dell'uomo, basa la sua percezione anche sull'eco. La sua assenza, artificiale, ne compromette parzialmente l'efficacia.

### Anemitonico
Privo di semitoni, detto soprattutto in riferimento alle scale. Si oppone a emitonico.

### Angosciato; Angoscioso
//⇒Affannato

### Anticipazione
//⇒ Note ornamentali melodiche

### Appoggiatura
//⇒ Note ornamentali melodiche

### Arabesque
//⇒Arabesque (musica)

### Archetto
Bacchetta di legno utilizzata per mettere in vibrazione le corde degli strumenti a corda. Il legno più utilizzato è il pernambuco, per via dell'eccellente proprietà di propagazione delle vibrazioni. La bacchetta è lievemente arcuata all'esterno mentre all'interno viene posizionata una fascia di crini di cavallo, incollata alle due estremità dello stelo in modo da rimanere in costante tensione. La ruvidità dei crini del cavallo viene aumentata strofinando su di essi una sostanza resinosa allo stato solido, detta colofonia o pece. I crini, così trattati, possono essere passati sulle corde e produrre suono.

### Archi
Famiglia di Strumenti musicali nei quali il suono è creato sfregando la corda con un archetto. Sono classificati come cordofoni a frizione.
//⇒Archi; Cordofoni

### Aria
//⇒Aria (musica)

### Armonia
Arte e scienza che studia la formazione e la concatenazione degli accordi nella musica colta occidentale. //⇒Armonia

### Armonica, scala
Una delle specie modali del modo minore, consistente nell'alterazione ascendente del VII grado (1) della scala, tale da creare un intervallo di 2ª aumentata tra VI e VII grado. Per tale motivo, la specie modale armonica non viene considerata diatonica (2).

### Armonici, suoni

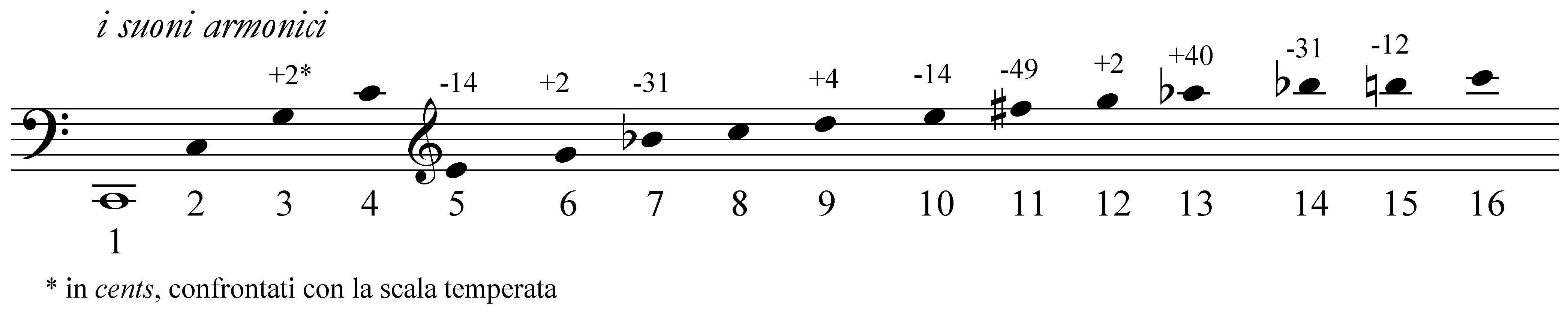

1. S.a. naturali. Vibrazioni multiple della vibrazione fondamentale e coesistenti con essa. Ogni suono contiene S.a. in proporzione e con intensità diversa e questo contribuisce, insieme al transitorio d'attacco e d'estinzione del suono, alla differente percezione del timbro I S.a. naturali sono alla base stessa del funzionamento della maggior parte degli strumenti a fiato, in particolare degli ottoni. /⇒ Armonici naturali; ADSR; ADSR
2. S.a. artificiali. Suoni ottenuti negli strumenti a corda isolando i S.a. attraverso lo sfioramento della corda con la mano in determinati punti. Il risultato è un suono diafano e debole, molto utilizzato dai compositori. /⇒ Armonici artificiali

### Armonico, intervallo
//⇒Intervallo; Intervallo

### Armonico, suono
//⇒Armonici, suoni (2); Armonici artificiali
gli armonici naturali sono quelli prodotti da una corda (es. quella di un violino) che non viene tastata ma solo sfiorata.
Gli armonici artificiali vengono prodotti sia tastando, cioè premendo sulla corda, sia sfiorandola in un punto preciso. a seconda del punto in cui si sfiora la corda, che deve essere indicato, si ottiene un particolare armonico (la terza, la quarta, la quinta, ecc. )

### Arpa
Strumento musicale della famiglia dei cordofoni a pizzico. //⇒Arpa

### Arpeggio, arpeggiato, arpeggiamento
Abbellimento consistente nell'eseguire le note di un accordo non simultaneamente ma progressivamente, in genere dalla più grave alla più acuta. //⇒Abbellimento

### Arrangiamento
Adattamento di un brano musicale per un organico diverso da quello previsto originariamente. Per elaborazione, invece, si intende che il brano in questione nell'atto della trasposizione, viene anche modificato, a volte sensibilmente. //⇒Arrangiamento

### Ars antiqua
//⇒Ars antiqua

### Ars nova
//⇒Ars nova

### Articolazione
Il termine indica il modo in cui i suoni di un brano musica sono concatenati tra loro, sia quando sono uniti (vedi Legato) che quando sono separati (vedi Staccato).

### Artificiale, ritmo
//⇒Ritmo; Ritmo

### Ascendente
È un termine utilizzato sia nella teoria degli intervalli melodici nei quali il primo suono sia più grave del secondo, che, per estensione, nelle scale, quando esse si sviluppino dal grave all'acuto. //⇒Intervallo; Scala

### Asincronia
L'A. (pron. asincronìa) si verifica quando due eventi non si hanno inizio esattamente nello stesso istante. È l'opposto di sincronia. //⇒Diacronia

### Assolo
Si dice di una breve sezione solistica presente in un brano orchestrale o cameristico. La dicitura è frequente in ambito jazz e rock.
//⇒Assolo

### A stile di marcia
//⇒Alla marcia;

### Atarassia
Apatia, mancanza di trasporto nell'esecuzione musicale. //⇒Atarassia

### Attacco
1. Inizio di un brano musicale o di una parte significativa. Spesso in orchestra viene chiamato A. l'entrata di uno strumento che non stava suonando, spesso anticipata dall'A. del direttore d'orchestra (cfr. il seguente).
2. Gesto direttoriale che mira non solo alla sincronizzazione degli esecutori ma anche a rendere immediatamente percepibili tutta una serie di informazioni (l'andamento, le dinamiche, l'atmosfera, ecc.) musicalmente importantissime ma non ancora esplicitate e che dovrebbero essere tutte presenti in potenza nel gesto d'A.. Viene considerato uno dei gesti direttoriali più importanti. //⇒Direttore d'orchestra

### Atonalità
//⇒Atonalità

### Aumentato
Tipologia di accordo nel quale la quinta dello stesso è innalzata di un semitono cromatico. Gli intervalli di questo accordo risultano dunque: Fondamentale - Terza Maggiore - Quinta Eccedente. Come l'accordo diminuito, anche l'accordo aumentato deve concludere su un altro accordo, quindi è definito "Accordo Instabile".

### Aumentazione
Tipologia di Canone in Contrappunto Imitato utilizzato nel periodo fiammingo (XV secolo). Questa tipologia di Canone consisteva nel prolungare tutti i valori mensurali dei suoni secondo un criterio unanime (molto spesso venivano semplicemente raddoppiati). Il contrario del Canone per Aumentazione è il Canone per Diminuzione.

### Ausiliaria, nota
//⇒Abbellimento

## B
<A | C>

### B
La lettera B indica la nota SI nella notazione letterale utilizzata nei paesi anglosassoni; in Germania indica la nota SI b. //⇒H; nota; B

### Bc
Abbreviazione di basso continuo. //⇒Basso continuo

### Bachiana, scala
Scala minore melodica discendente. //⇒Scala

### Balz.
//⇒Balzato

### Balzato, gettato, saltellato
Nella tecnica degli strumenti ad arco il balzato consiste nel calibrare il peso del braccio destro e la velocità dell'archetto in modo tale da sfruttarne la naturale elasticità e permettere che rimbalzi sulla corda.
//⇒Archetto

### Bandierina
//⇒Figura; Figura

### Bar
1. Abbreviazione di Baritono
2. Termine inglese corrispondente all'italiano misura o battuta. /⇒Battuta

### Baritono
Registro maschile che, come estensione si colloca tra il basso e il tenore. //⇒Baritono

### Basso
1. B. d'armonia /⇒Armonia; Armonia
2. B. fondamentale Nota che dà origine ad un accordo. /⇒Accordo
3. B. generale o fondamentale o numerato o cifrato. /⇒Basso continuo
4. Registro maschile corrispondente alla voce più grave. /⇒Basso
5. B. albertino /⇒Albertino, basso

### Basso continuo
Prassi osservata dal XVII secolo fino agli inizi del XIX, consistente nell'utilizzare strumenti in grado di produrre accordi (come il clavicembalo, il liuto, il chitarrone, l'organo, e simili) per realizzare la base armonica di una composizione. L'aggettivo continuo si riferisce alla presenza costante all'interno della composizione di questo accompagnamento, il quale era strettamente legato alla parte più grave della composizione – il basso, appunto – detto anche bassus generalis o fundamentalis. Spesso il basso era raddoppiato da strumenti di tessitura grave come il fagotto, il trombone basso e, più frequentemente, dalla viola da gamba, dal violoncello, dal violone o dal contrabbasso. Per semplificare questa pratica, si ponevano dei numeri al di sopra del basso, attraverso i quali il continuista doveva ricavare gli accordi necessari. Di qui il nome alternativo di basso numerato o cifrato. Questa pratica trova similitudini con le indicazioni usate nella musica jazz, pop e rock, dove peraltro le indicazioni sono spesso molto sommarie se confrontate con quelle antiche.
//⇒Armonia; Accordo; Basso continuo

### Basso ostinato
//⇒Basso ostinato

### Bassus generalis (o fundamentalis)
//⇒Basso continuo; Basso continuo

### Battere
Il B. (o tesi) è quella parte del metro interessata da un accento (2) metrico, con particolare riguardo al primo tempo di una misura. Analogo significato è l'espressione corrente in B. (in opposizione a in levare).
//⇒Metro

### Battimenti
I battimenti sono un fenomeno legato all'interferenza tra due onde sonore e si manifesta come una fluttuazione dell'intensità. Ai B. sono collegati il Terzo suono di Tartini e la nota del lupo e si utilizzano normalmente nell'accordatura degli strumenti a corda (lo strumentista riconosce l'accordatura migliore perché è quella nella quale il bicordo da accordare è privo di B.). In organaria vengono utilizzati per la costruzione di alcuni registri, detti appunto battenti come l'Unda maris o la Vox humana.
//⇒Nota del lupo; Organaria; Terzo suono

### Battuta
//⇒Misura; Misura

### Battuta d'aspetto
Abbreviazione musicale per cui nelle parti staccate più misure vuote sono raccolte in un'unica misura sormontata da un numero che indica quante misure sono state abbreviate.
//⇒Partitura; Partitura

### Bel
Il bel, simbolo B è un'unità di misura usata per esprimere il rapporto tra due grandezze omogenee; in musica, si utilizza il suo sottomultiplo decibel (1dB = 0,1B) come unità di misura dell'intensità del suono.
//⇒Bel; Suono

### Bemolle
Alterazione (1) (♭) indicante un suono più grave di un semitono rispetto al medesimo suono naturale.

### Bend; Bending
Glissando ottenuto nella chitarra, soprattutto in quella elettrica, con la mano sinistra dell'esecutore, premendo la corda e spingendola verticalmente con il polpastrello (in inglese bending), realizzando in tal modo un glissando ascendente, o agendo sulla leva del vibrato in dotazione allo strumento. Il B. può raggiungere la distanza di tono, che nell'intavolatura è segnato con full, o distanze diverse, misurate nell'intavolatura attraverso frazioni di tono (1/2 sta per semitono, 3/4 per 3/4 di tono, e così via). Release è invece l'effetto di glissando ottenuto dal rilascio della corda precedentemente tirata. Infine, il pre-bend (o ghost-bend) è il tiraggio della corda senza glissando ascendente; normalmente al pre-bend segue il release.
//⇒ Bending; Glissando; Chitarra; Chitarra elettrica; Intavolatura

### Bequadro
Simbolo (♮) che annulla l'alterazione precedentemente indicata.
//⇒Bemolle; Bequadro; Diesis; Bemolle; Diesis (1)

### Bicordo
Sinonimo di intervallo armonico.
//⇒Accordo

### Big band
Sviluppatesi a partire dalla fine degli anni venti, le big band sono il gruppo musicale più ampio utilizzato nel jazz, costituito tipicamente da 4 trombe, 4 tromboni, 2 sax alti, 2 sax tenori, un sax baritono, pianoforte, contrabbasso, e batteria, e più raramente chitarra, clarinetti o percussioni.
//⇒Big band

### Binario
//⇒Metro; Metro

### Bordone
1. Suono grave tenuto, tipico di molta musica etnica e popolare (si pensi ai suoni tenuti delle cornamuse); nella musica occidentale colta, si può considerare una forma di B. il pedale.
2. Registro organistico dotato di canne di legno o metallo tappate, è solitamente presente in tessitura di 16, 8, 4 piedi.

### Biscroma
//⇒Figura

### Bitonale
Caratterizzato dalla sovrapposizione di due distinte tonalità.
//⇒Tonalità

### Block chord
È un termine inglese che si riferisce ad una tecnica pianistica, mutuata da procedimenti di armonizzazione per Big band, in cui si costruiscono degli accordi sulla base di una melodia, in modo da raddoppiare il tema al basso (suonato al piano con la mano sinistra) e da aggiungere un'armonizzazione a blocchi di quattro voci che si muove omoritmicamente con la melodia (suonati con la mano destra). Bill Evans era mancino e talvolta faceva il contrario.
//⇒Voicing

### Blue note
Si definiscono blue notes il terzo, il quinto, ed il settimo grado della scala, abbassati di un semitono e suonati leggermente calanti. Esse derivano dall'utilizzo di scale pentatoniche non temperate sovrapposte al modello occidentale di scale diatoniche. Tipicamente utilizzate in un contesto tonale maggiore, sono caratterizzate da un'indefinitezza tonale che caratterizza alcuni tratti del jazz, del blues e della musica folk americana e inglese.
//⇒Blue note

### Blues
Il blues è un genere musicale nato a metà del 1800 nelle piantagioni che si snodavano lungo la Cotton Belt negli USA. È il padre della musica moderna: generi come il rock il jazz e tutti i generi da loro derivati hanno preso vita dalle sonorità blues dei primi anni del 1900.I primi musicisti blues ("bluesmen") conosciuti sono nati in Louisiana intorno a New Orleans sul delta del fiume Mississippi.
//⇒Blues

### Bonsang
Nell'industria musicale coreana, il bonsang (본상?; letteralmente "premio principale") è un riconoscimento che viene consegnato a tutti gli artisti che hanno conseguito risultati rilevanti nel campo della musica. Ad uno dei vincitori del bonsang viene poi assegnato il daesang, il "gran premio".

### Bouchés
Nella tecnica del corno, si dicono suoni B. – cioè suoni chiusi – quelli ottenuti infilando la mano nel padiglione; essi vengono notati con una crocetta (+) mentre il ripristino dei suoni aperti è segnalato con un cerchietto posto sopra le note interessate ({\displaystyle \circ }). L'effetto sono suoni nasali di intonazione molto crescente tanto che l'esecutore, per eseguirli, deve spostarsi un semitono più in basso. Alcuni corni hanno una leva speciale che effettua automaticamente l'operazione di trasporto un semitono sotto.

### BPM
I battiti per minuto (bpm) sono un'unità di misura di frequenza di derivazione anglosassone, equivalente, in musica, all'indicazione metronomica MM.
//⇒Andamento, Battiti per minuto, MM, Metronomo, Tempo, Ritmo

### Break
Sinonimo di pausa.

### Breve
1. //⇒Figura
2. Alla B. Indicazione che può o no essere aggiunta al simbolo di tempo tagliato – un semicerchio barrato (¢) – equivalente alla frazione metrica 2/2. Il termine si riferiva originariamente alla pratica di raddoppiare tutti i valori musicali del brano, passando dal tactus alla semibreve al tactus alla breve, da cui poi il nome. Faceva parte della pratica delle proportiones, tra le quali costituiva la proportio dupla, diminutio o diminutio simplex e veniva indicata, a parte con il citato semicerchio barrato, anche con un semicerchio seguito da un 2 (c2).

### Bridge
//⇒Bridge

### Buccina
//⇒Buccina

## C
<B | D>

### C
La lettera C indica la nota DO nella notazione letterale utilizzata nei paesi anglosassoni e di lingua tedesca.
//⇒nota; C

### Cacofonìa
Sensazione musicale sgradevole. In opposizione a eufonìa.

### Cadenza
1. Successione di due accordi aventi funzione sintattica. Le C. si dividono in due grandi categorie (con i numeri romani verranno di seguito indicati i bassi reali della struttura armonica):
- cadenze finali, usate per concludere un brano o parti importanti di esso, quindi analoga funzione grammaticale del "punto" in grammatica; a loro volta si dividono in:
  - cadenza perfetta = V-I, rigorosamente in stato fondamentale
  - cadenza plagale = IV-I

- cadenze sospese, usate con funzione sintattica diversa, come la "virgola", il "punto e virgola", il "punto esclamativo" in grammatica; si dividono in:
  - cadenza imperfetta = V-I ma con uno dei due accordi o entrambi in stato di rivolto
  - cadenza alla dominante = I-V, II-V, IV-V, VI-V
  - cadenza evitata = V-VI (cadenza d'inganno), V-IV, V-II

2. Nel canto monodico (come il canto gregoriano) per C. si intendono le varie formule melodiche con le quali si concludono le frasi musicali.
3. Con C. si intende anche quella sezione solistica del concerto (1) nella quale l'orchestra non suona (in partitura è segnalato a volte con l'indicazione latina tacet) ed il solista esegue un passo dichiaratamente virtuosistico. In passato queste sezioni potevano essere improvvisate estemporaneamente.
//⇒Cadenza

### Cambio di armonia
Il passaggio da un accordo ad un altro. Il cambiamento che si avverte porta con sé un accento (1) tonico, in base al quale si organizzano le note ornamentali melodiche.
//⇒Accordo; Armonia

### Canone
Forma di imitazione contrappuntistica basata sul principio della ripetizione esatta di un tema da parte di una voce imitante. La voce principale è detta dux o antecedente, mentre la seconda voce è detta comes o conseguente. Nei canoni con un numero di voci superiori a due, ciascuna voce nuova, (comes) diventa il dux della voce successiva.
Ciascuna voce può entrare alla stessa altezza delle precedenti (come ad esempio in Fra' Martino Campanaro) o ad un'altezza diversa. Si chiamano quindi, per estensione, canone alla quarta o alla quinta, ad esempio, canoni nei quali la prima nota del comes si situa ad un intervallo di quarta o di quinta rispetto alla nota di partenza del dux.
I diversi tipi di canone codificati dalla tradizione si rifanno anche alle tecniche di elaborazione delle singole voci. Abbiamo così, ad esempio:
- il canone rovesciato

(nel quale il comes è costruito rivoltando gli intervalli del dux)
- il canone retrogrado o cancrizzante

(in cui il comes viene realizzato riproducendo la melodia del dux dall'ultima nota alla prima)
- il canone diminuito

(in cui il comes viene ottenuto riducendo la durata delle note del dux)
- il canone aumentato

(in cui il comes viene realizzato aumentando la durata delle note del dux).
Un esempio straordinariamente efficace dell'applicazione della tecnica del canone si può trovare nell'Offerta Musicale di Johann Sebastian Bach.
//⇒Canone; Contrappunto;

### Canto
Il canto è il termine che si riferisce alla produzione di suoni e musica con la voce, ovvero identifica l'atto di emettere suoni modulati.
Colui che canta viene detto cantante.
Un gruppo musicale composto principalmente da cantanti (più precisamente cantori) viene definito coro, quando il coro esegue musica senza accompagnamento musicale si parla di canto a cappella.
//⇒Canto; A cappella

### Canto gregoriano
//⇒Canto gregoriano

### Canto piano
//⇒Canto piano

### Cantus firmus
//⇒Cantus firmus

### Cappella musicale
//⇒A cappella

### Capotasto
Negli strumenti a corda con tastiera (come la famiglia degli archi o delle chitarre, la parte conclusiva del manico situata verso i piroli; costituisce l'inizio della porzione di tastiera sulla quale agiscono le dita dell'esecutore per ottenere cambi di altezza del suono.

### Caratteristica
1. I gradi per i quali il modo maggiore e quello minore differiscono tra loro. Sono il III, il VI e il VII.
2. I suoni di differenza tra una tonalità e l'altra. Ad esempio, nota C. tra DO maggiore e SOL maggiore è il FA (♮ in DO, ♯ in SOL).
3. Una delle denominazioni del terzo grado di una scala eptatonica (insieme a modale e mediante). /⇒ Caratteristica

//⇒Scala; Scala; Tonalità

### Cartina
Pagina musicale per voci contenente solamente i passaggi solistici di una voce del coro.
//⇒Libro corale; Partitura (4) vocale; Particella

### Cavata
Tipo di suono che un esecutore "cava" dal suo strumento. Usato soprattutto negli strumenti ad arco, ma anche, talvolta, in quelli a fiato. Si riferisce sia alla quantità di suono che alla sua qualità (dolcezza o asprezza, robustezza o debolezza, eccetera).
//⇒Intensità; Timbro

### Cent
La centesima parte di un semitono del sistema temperato. Ideata da Alexander Ellis, è un'unità di misura molto usata, soprattutto negli studi sul temperamento. Nel temperamento equabile si hanno quindi semitoni di 100 cent, toni di 200c, mentre l'ottava misura 1200c.
//⇒Cent

### Centoventottesimo
//⇒Figura

### Centrale, Do
Do situato nell'ottava centrale, tenuto presente l'insieme di tutte le estensioni degli strumenti e delle voci. Attraverso gli indici di ottava viene contraddistinto dal pedice 3 (Do3)
//⇒ Do

### Cesura
Pausa del canto al termine di una frase e/o brano musicale (sec. XVI). si indica con "due slesch" ( // ) sopra il rigo.

### Chanson
//⇒Chanson

### Chase
Nella terminologia inglese tipica del jazz per chase (o anche trading four o trading eight) si intendono piccoli scambi di improvvisazione, generalmente di 4 o di 8 battute ciascuno, fra strumenti, in particolare tra i solisti e la batteria.

### Chiave
In musica, C. è un segno convenzionale posto sul rigo ed utilizzato per assegnare ad una delle linee un suono prestabilito, detta per questo linea di C.: la nota posta su tale linea assumerà l'altezza in questione, permettendo quindi di ricavare l'altezza di tutte le altre note.
- Chiavi. Esistono tre tipi di C. (per il significato dei pedici che contraddistinguono le note, consulta la voce indici di ottava):

| di SOL3           | di Do3 | di FA2: |
| ----------------- | ------ | ------- |
| Chiave di violino |        |         |

- Posizioni. Ad ogni C., quando posta su un pentagramma, viene attribuito un nome diverso a seconda della linea sulla quale viene posta (le linee sono numerate dal basso verso l'alto). Di solito i nomi scelti sono stati desunti dai registri vocali. Avremo quindi:

| di SOL3                                                                    | di DO3 | di FA2:                                                                                                  |
| -------------------------------------------------------------------------- | --- | --- |
| - sulla 1ª linea = C. di violino francese - sulla 2ª linea = C. di violino | - sulla 1ª linea = C. di soprano - sulla 2ª linea = C. di mezzosoprano - sulla 3ª linea = C. di contralto - sulla 4ª linea = C. di tenore | - sulla 3ª linea = C. di baritono - sulla 4ª linea = C. di basso - sulla 5ª linea = C. di basso profondo |

//⇒Chiave

### Chitarra
Strumento musicale appartenente alla famiglia dei cordofoni a pizzico.
//⇒Chitarra; Chitarra acustica; Chitarra elettrica; Cordofoni

### Ciclico
In musica C. è un termine utilizzato quando in una composizione costituita da più brani (come la Sinfonia), si assiste alla ricomparsa dello stesso materiale tematico in movimenti diversi. Si parlerà quindi di Sinfonia ciclica, di Sonata ciclica, ecc.

### Circolo delle quinte
Viene così denominato l'insieme delle tonalità (in genere quelle maggiori) le cui toniche siano tra loro legate da un intervallo di 5ª giusta: in tal modo, tra l'una e l'altra scala vi è una sola nota differente. Tutte queste tonalità possono essere disposte in un cerchio ideale, da cui il termine. Nell'esempio, il C.d.Q. costituito dalle tonalità maggiori; in blu quelle con i diesis e in giallo quelle con i bemolle: 

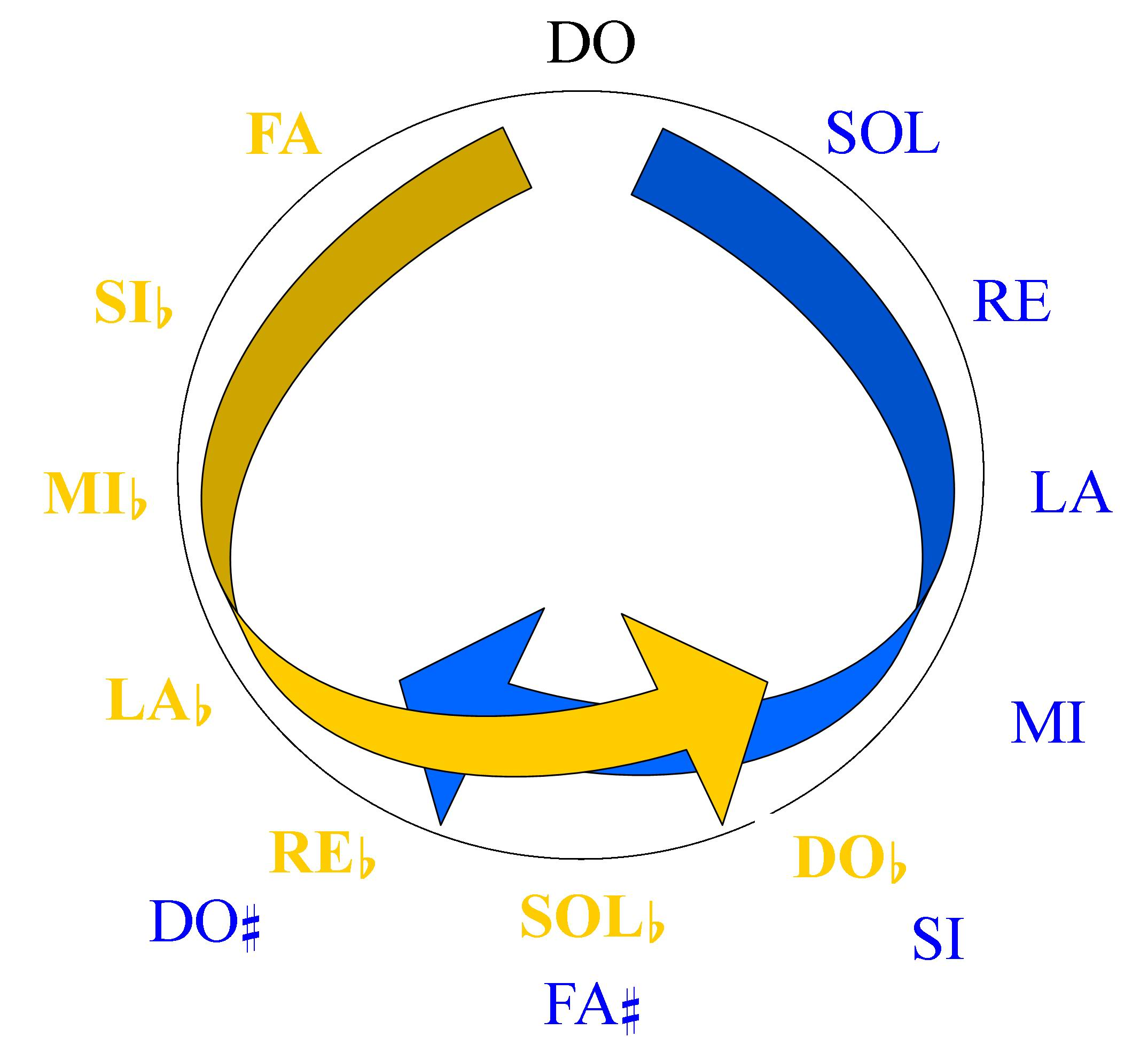
circolo delle quinte

Da notare che le ultime tre scale con i diesis sono omofone delle ultime tre con i bemolle Do#-Reb, Fa#-Solb, Si-Dob).
//⇒Circolo delle quinte; Intervallo; Scala; Tonalità; Tonica

### Clarinetto
Strumento musicale classificato tra gli aerofoni ad ancia semplice. In orchestra fa parte della famiglia dei legni.
//⇒Clarinetto basso; Clarinetto

### Clarinetto basso
Strumento musicale di estensione corrispondente all'incirca ad 1 ottava inferiore al clarinetto ordinario.
//⇒Clarinetto

### Clavicembalo
//⇒Clavicembalo

### Cluster
In ingl. grappolo. Il termine è usato per indicare gli agglomerati sonori costituiti da note molto ravvicinate tra loro, la cui raffigurazione nella notazione tradizionale somiglia molto ad un grappolo d'uva.
//⇒Voicing

### Coda
1. Sezione terminale di un brano, in genere appendice di una sezione più ampia già precedentemente udita senza C. Nella forma-sonata la C. è situata a volte al termine della ripresa e si distingue dalla codetta perché quest'ultima è stata già precedentemente utilizzata al termine dell'esposizione mentre la C. è un materiale del tutto nuovo, aggiunto al termine del movimento per enfatizzarne la conclusione.
2. Nella fuga, la parte che dal soggetto che si raccorda al controsoggetto.

//⇒ Coda

### Comma
Negli studi relativi al temperamento, si definisce comma un intervallo di scarto risultante dalla differenza tra due intervalli strutturali all'accordatura presa in esame. I C. storicamente più rilevanti sono:
- C. pitagorico o ditonico, corrispondente a 23,46 cents
- C. di Didimo o sintonico, pari a 21,51 cents.

//⇒Comma; Temperamento

### Commetrico
Da con-metro: insieme, corrispondente al metro. C. indica la coincidenza di una qualunque forma di accento con l'accento metrico. Si oppone a contrametrico.

### Composto
1. Metro C. Nella metrica musicale con C. si intende il metro avente i tempi ripartiti in 3 suddivisioni. /⇒Metro
2. Intervallo C. Nella classificazione degli intervalli, C. si chiama ogni intervallo eccedente l'ottava. /⇒Intervallo
3. Sincope C. Una sincope si dice C. quando formata da più note in sincope. /⇒Sincope

### Concerto
1. Composizione strumentale generalmente concepita per orchestra e strumento solista. Più raramente si incontrano due o più strumenti solistici: in questo caso spesso si parla di Sinfonia concertante. Si articola in 3 movimenti, il primo dei quali strutturato praticamente sempre in forma-sonata e di andamento mosso. Il secondo movimento è lento ed espressivo mentre il terzo e ultimo movimento è veloce. Il C. ha, nella stragrande maggioranza dei casi, una tendenza al virtuosismo nella parte solistica; tendenza che ha generato l'uso di interpolare all'interno dei movimenti sezioni solistiche definite cadenze (3), nelle quali il solista dà prova delle proprie capacità tecniche. 
//⇒Concerto (composizione musicale); Orchestra
2. C. è anche il termine utilizzato per indicare un'esecuzione musicale pubblica. //⇒Concerto (evento musicale)

### Conductus
Il C. era un canto monodico sorto attorno all'XI secolo, sembra in occasione dei riti processionali della messa cattolica (conductus dal latino conducere, condurre). Nel XIII secolo è ormai una composizione di tipo polifonico, omoritmica (con le voci tutte procedenti con il medesimo ritmo) e di contenuto profano. Caratteristica saliente del C., sia monodico che polifonico, è il tenor inventato ex novo dal compositore, contrariamente alla prassi comune del periodo.
//⇒Conductus; Monodia; Omofonia; Omoritmia; Polifonia

### Conduttore
1. C. o direttore è il musicista incaricato di organizzare le prove d'orchestra e di guidare il complesso strumentale durante le esibizioni. L'impegno può essere assunto, a tratti, dal violino di spalla dell'orchestra o da altro strumentista preposto oppure, in occasione di concerti (1) per strumento e orchestra, dal solista. /⇒Direttore d'orchestra

1. Parte di strumento C. Parte strumentale nella quale sono appuntati gli attacchi (1) dei vari strumenti in modo che l'esecutore, oltre a suonare il proprio strumento, possa anche dirigere il complesso strumentale.

### Congiunto, grado
Intervallo di ampiezza variabile, intercorrente tra un grado di una scala e il seguente o il precedente.
//⇒Intervallo; Scala

### Consonanza
In musica, con i termini consonanza e dissonanza ci si riferisce all'effetto prodotto dall'interferenza di due suoni prodotti simultaneamente. Il fenomeno è ancora in fase di studio.
- nella consonanza, si ha l'impressione che i due suoni si fondano tra loro, secondo una graduazione che vede al primo posto gli intervalli di unisono, di 8ª, di 5ª e di 4ª, detti per questo consonanze perfette, per poi proseguire con un grado di consonanza minore, detta imperfetta, attribuita agli intervalli di 3ª e di 6ª maggiori e minori.
- nella dissonanza si ha l'effetto opposto: i due suoni danno una sensazione di disomogeneità e di discordanza. Nella trattatistica, gli intervalli dissonanti sono la 2ª e la 7ª maggiori e minori e il tritono, cioè l'intervallo di 4ª aumentata o di 5ª diminuita.

//⇒Consonanza; Intervallo; Suono; Tritono

### Continuista
È detto C. l'esecutore che realizza sugli strumenti polifonici tipici del basso continuo (clavicembalo, clavicordo, organo, liuto, tiorba, chitarrone, ecc.) le numeriche apposte dal compositore.
//⇒Basso continuo

### Contrabbasso
Cordofono a frizione della famiglia delle antiche viole, più che di quella del violino, avendo tutt'oggi caratteristiche differenti dalla restante famiglia degli archi (fra tutte, forma arcuata e accordatura per quarte).

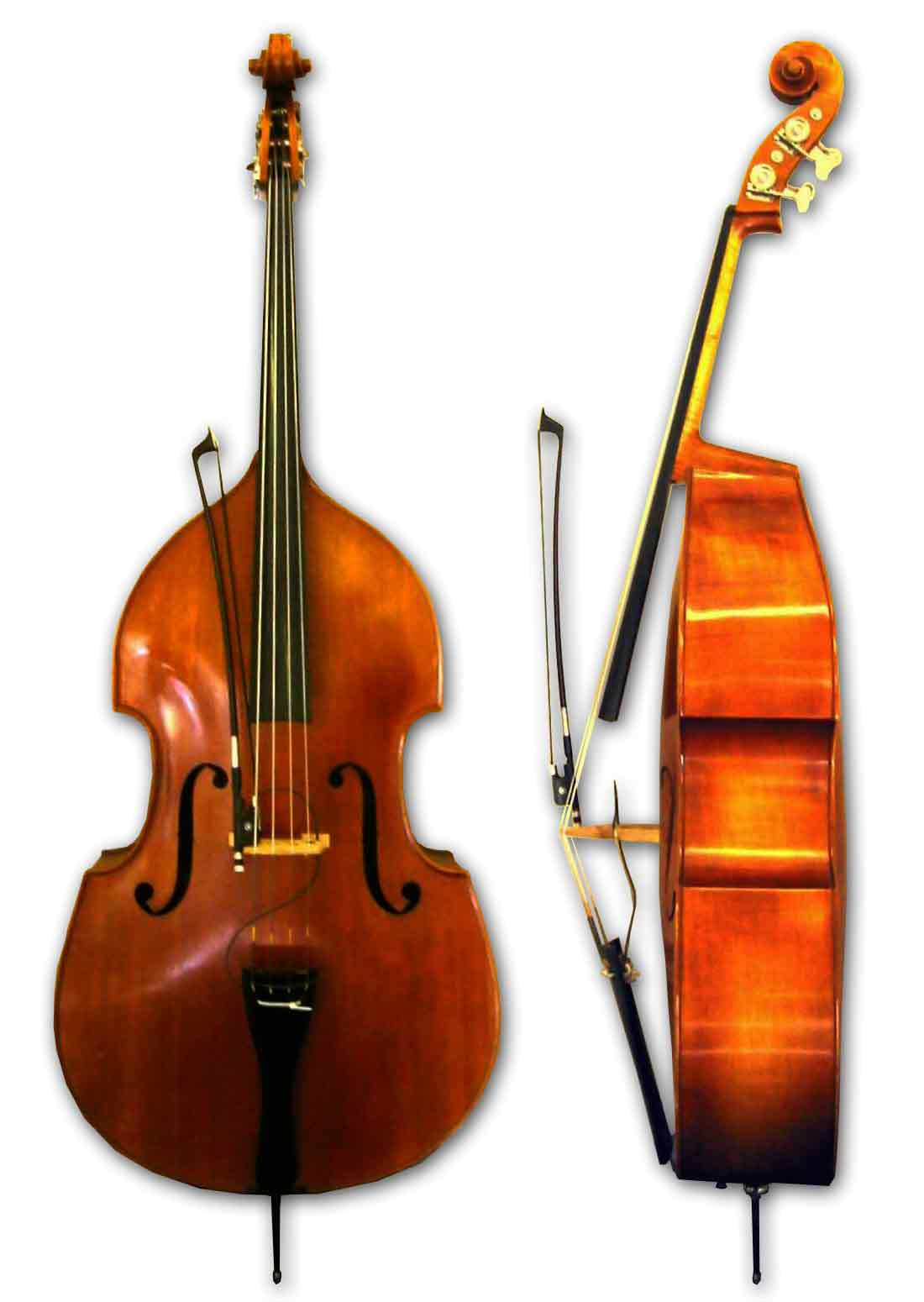
Viste laterale e frontale di un contrabbasso moderno con arco francese

//⇒Archi; Contrabbasso; Cordofoni; Strumenti musicali; Viola; Violino

### Contrametrico
Da contro-metro: differente, discordante dal metro. C. indica la discordanza di una qualunque forma di accento con l'accento metrico. Si oppone a commetrico.

### Contrappunto
Dal latino punctum contra punctum, espressione che, a partire dal XII secolo, indicava l'arte di saper contrapporre a una nota (punctum) di un canto, una nota in un'altra voce, secondo principi volti a preservare la sensazione di polifonia.
//⇒Contrappunto; Polifonia

### Contrattempo
Variante meno corretta di controtempo.

### Controfagotto
Aerofono ad ancia doppia. Ha un'estensione approssimativamente situata all'ottava inferiore del fagotto.
//⇒Controfagotto; Fagotto

### Controtempo
//⇒Sincope

### Controtenore
//⇒Controtenore

### Corale
1. Forma polifonica tardo cinquecentesca, nata in ambito luterano. Consta di una melodia concepita con accompagnamento e composta da più frasi testuali alle quali corrispondono altrettante frasi musicali. La fine di ogni frase è contraddistinta da una corona (che non ha, quindi, il significato di allungamento del suono). /⇒Corale
2. Con C. spesso si intende anche una piccola formazione vocale, di solito avente funzione liturgica.

### -cordo
Suffisso indicante un certo numero di suoni tra loro in grado congiunto. Si avrà quindi il tri-C. (es. do-re-mi), tre suoni, il tetra-C. (do-re-mi-fa), quattro, ecc. Fa eccezione il termine bicordo, indicante due suoni qualsiasi eseguiti simultaneamente.
//⇒Intervallo

### Cordofoni
Strumenti nei quali il suono viene ottenuto attraverso una o più corde vibranti. Essi vengono normalmente distinti in C. a pizzico, a sfregamento e a percussione; se le corde vengono messe in vibrazione attraverso un sistema meccanico collegato a una tastiera, si attribuisce alla classificazione l'aggettivo indiretto:
- C. a pizzico (clavicembalo (indir.), spinetta (indir.), virginale (indir.), liuti, chitarre, sitar, ukulele, mandolino, cetre, arpe, lire, salteri): la corda viene dapprima tesa e quindi rilasciata usando le dita o un apposito oggetto di materiale flessibile detto plettro; la vibrazione ottenuta è soggetta ad un decadimento veloce del suono; /⇒ADSR; Clavicembalo; Spinetta; Virginale; Liuto; Chitarra; Sitar; Ukulele; Mandolino; Cetra, Arpa; Lira; Salterio
- C. a sfregamento (violino, viola, violoncello, contrabbasso, viole da gamba e da braccio, viella, ribeca, rebab, arco musicale, ghironda (indir.), tromba marina, crotta): dalla corda si ottiene una vibrazione continua attraverso l'uso di un arco musicale, di solito un bastone sul quale siano stati tesi crini di cavallo opportunamente trattati per accentuarne la ruvidezza; /⇒Arco; Violino; Viola; Violoncello; Contrabbasso; Viole; Viella; Ribeca; Rebab; Arco musicale; Ghironda; Tromba marina; Crotta
- C. a percussione (clavicordo (indir.), pianoforte (indir.), cimbalon): il suono viene ottenuto battendo sulla corda attraverso bastoncini di legno ricoperti di vario materiale ed è soggetto ad un decadimento minore rispetto agli strumenti a pizzico. /⇒ADSR; Clavicordo; Pianoforte; Cimbalon

//⇒Cordofoni

### Corno
//⇒Corno

### Corno inglese
//⇒Corno inglese

### Coro
1. Nome dato alla coppia di corde tipica di alcuni cordofoni (ad esempio, la Vihuela).
2. Termine corrente che designa un insieme vocale. Si dice a voci pari quando le voci utilizzate sono solo femminili o solo maschili, a voci dispari se i registri sono parte maschili e parte femminili. Per C. si sottintende un C. a voci dispari formato da 4 voci: soprani, contralti, tenori e bassi. /⇒Coro; Soprano; Contralto; Tenore; Basso

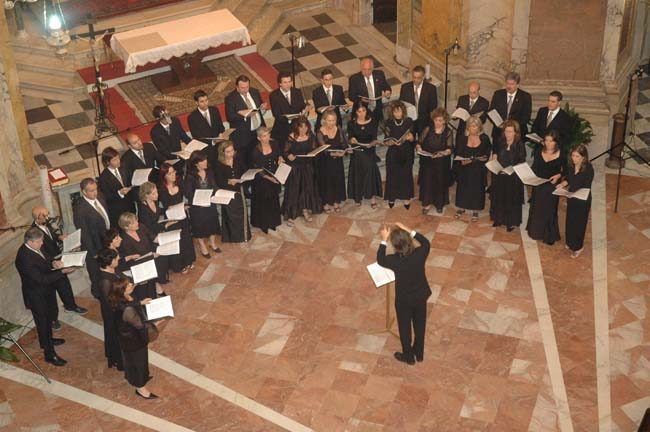
Coro polifonico misto o a voci dispari

### Corona

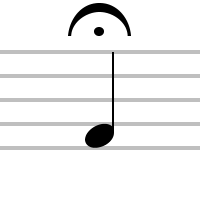
Corona

La C. è un simbolo musicale che permette l'allungamento a piacere del valore della figura musicale sopra o sotto la quale è posta. È usata soprattutto alla fine di un brano o in momenti di particolare espressività. Fino al XVIII secolo poteva però essere utilizzata anche come signum congruentiae, vale a dire come facente parte dei segni utilizzati per indicare l'inizio o la fine di determinate sezioni. Ancora ai tempi di Bach, la C. posta alla fine delle varie frasi del corale (1) o delle arie con da capo ha questo significato.

### Cromatico
1. Che procede per semitoni, a somiglianza del πυκνóν (pycnòn) nel tetracordo di genere cromatico della teoria musicale della Grecia antica. In tal senso, il termine si oppone a diatonico (1). /⇒Grecia; Cromatico; Naturale
2. Semitono C. risultante tra due note aventi stesso nome (ad es. DO-DO#). In opposizione a semitono diatonico (2).
3. Scala C. Scala formata da 12 suoni disposti a distanza fissa di semitono l'uno dall'altro e per questo annoverata tra le scale equalizzate. /⇒Scala cromatica; Naturale

### Cromatismo
Nel senso corrente, procedimento per semitoni.
//⇒Cromatico

### Cup
Piccola sordina per ottoni, relativamente poco usata, costruita in materiale fibroso.
//⇒Ottoni; Sordina

## D
<C | E>

### D
Indica la nota re nella notazione letterale utilizzata nei paesi anglosassoni e di lingua tedesca.
//⇒nota; D

### DC
Abbreviazione per Da Capo.

### Da Capo
Locuzione che prescrive la ripetizione del brano dall'inizio fino all'indicazione Fine (che, quindi, deve essere ignorata durante la prima lettura). È tipica dell'aria detta appunto «con Da Capo».

### Daesang
Nell'industria musicale coreana, il daesang (대상?; letteralmente "gran premio") è il riconoscimento massimo di una cerimonia di premiazione, che viene assegnato all'artista o all'opera migliore dell'anno.

### Decibel
I decibel (simbolo dB) sono un sistema logaritmico di esprimere il rapporto fra due valori; sono un sottomultiplo del poco usato Bel: 10dB = 1B. La differenza in dB fra due numeri (o due grandezze fisiche dello stesso tipo), come due potenze N1 e N2 è:
{\displaystyle PowerRatio_{db}=10\log _{10}\left({\frac {N1}{N2}}\right)}.
Questo sistema di calcolo delle grandezze è particolarmente comodo quando si deve fare uso di formule con moltiplicazioni o divisioni, che con i decibel si trasformano in somme e sottrazioni, semplificando i calcoli.
In acustica vengono usati i dBSPL per indicare il livello di pressione sonora. La sigla SPL, infatti, sta ad indicare Sound Pressure Level. Si calcolano in questo modo:
{\displaystyle {dB}_{SPL}=20\log _{10}\left({\frac {I}{I_{0}}}\right)}
dove I0 indica l'intensità della soglia di udibilità, pari a 20μPa = 20x10-6 Pa.
//⇒Decibel

### Deficiente; DF
//⇒Intervallo; Intervallo

### Deponente
Il D. o pedice è un numero scritto in carattere minore e posizionato in basso rispetto agli altri caratteri. In musica è utilizzato per indicare gli indici di ottava

### Derivato
//⇒Settima.

### Determinato
//⇒Suono

### Diacronia
(Pron. diacronìa)
In teoria musicale intervallo diacrònico è sinonimo di salto o intervallo melodico, in opposizione a intervallo sincronico (o bicordo o intervallo armonico).
//⇒Intervallo

### Diacronico
//⇒Diacronia; Intervallo; Intervallo

### Diade
(Pron. dìade)
//⇒Accordo; Accordo

### Diapason
1. Strumento metallico utilizzato nell'accordatura. Consta di due rebbi che, messi in azione tramite percussione, emettono un suono determinato. Normalmente questo è costituito dalla nota "la", corrispondente a 440 Hz. /⇒Diapason.
2. (Propriamente, diapasòn) Nella teoria musicale dell'antica Grecia, intervallo di ottava.

### Diastematico
Che produce diastemazia.

### Diastemazia
(Pronuncia diastemazìa) Si dice di una notazione che stabilisca con esattezza gli intervalli tra un suono e l'altro e, in definitiva, l'altezza assoluta di questi. L'aggettivo diastematico si oppone a adiastematico che indica, quindi, un sistema notazionale che non determini in modo univoco l'altezza dei suoni.
Per fare un esempio, la notazione occidentale odierna è diastematica mentre quella neumatica medievale (con la quale si notavano le melodie gregoriane) era adiastematica.
//⇒Diastemazia

### Diatonia
1. Si dice D. in una composizione l'utilizzo delle sole note appartenenti alla scala interessata, senza suoni estranei.
2. Sostantivo dell'aggettivo Diatonico, più usato.

### Diatonico
1. Successione intervallare basata su serie di toni separati a tratti da un semitono isolato, così come presente nel tetracordo diatonico greco. Il termine si contrappone normalmente a cromatico. /⇒Grecia; Cromatico; Diatonico; Naturale
2. Scala D. Scala che procede secondo i principi del diatonismo (vedi sopra), con successioni di 1, 2, 3 o 4 toni intervallati da un singolo semitono; i semitoni all'interno della scala non possono essere più di due in totale. In tale senso, la scala minore armonica non è considerabile una scala D., in quanto i semitoni presenti all'interno di essa sono tre (tra II e III grado, tra V e VI e tra VI e VII), cosa che produce un intervallo di 2ª aumentata tra VI e VII grado, intervallo incompatibile con la definizione precedente.

### Diesis
1. (Pronuncia dièsis) Alterazione (1) (♯) indicante un suono più acuto di un semitono rispetto al medesimo suono naturale. /⇒Bemolle; Bequadro; Diesis; Bequadro; Bemolle
2. (Pronuncia dìesis) Alterazione di quarto di tono nella teoria musicale della Grecia antica.

### Diminuito
1. /⇒Intervallo; Intervallo
2. Accordo di settima D. Accordo di settima costruito sul VII grado di una scala minore (armonica) (ad es., in la minore il sol♯) e formato da terze minori sovrapposte (seguendo l'es. precedente: sol♯-si-re-fa). //⇒ Accordo di settima

### Dinamica
Dimensione della musica relativa all'intensità. Per estensione, qualunque differenziazione dell'intensità in un brano musicale.
I principali segni di dinamica sono 6: pp (pianissimo), p (piano), mp (mezzopiano), mf (mezzoforte), f (forte), ff (fortissimo), molto raramente scritti per esteso.
Oltre a questi vi sono i segni relativi agli accenti (1.) e le indicazioni di crescendo e diminuendo, spesso sostituite dalle rispettive forchette: 
//⇒Agogica

### Direttore d'orchestra
//⇒Conduttore; Direttore d'orchestra

### Direzione
Uno dei parametri da definire nella classificazione degli intervalli.
//⇒Intervallo

### Discanto
Con il termine D. si chiamò una delle prime forme polifoniche apparse in occidente (forse la prima vera forma polifonica). Si trattava di un canto a due o tre voci nel quale le linee melodiche si direzionavano spesso per moto contrario l'una rispetto all'altra, vale a dire in direzioni opposte. Si differenziava dall'organum in quanto le due voci si muovevano in assoluta omoritmia. Il moto contrario frequentemente adottato produceva per la prima volta in occidente la sensazione di polifonia (o diaphonia, secondo il termine dell'epoca) e dette avvio alla stagione della musica plurilineare, al contrappunto e a tutte le esperienze musicali seguenti.
//⇒Contrappunto; Discanto; Organum; Polifonia

### Discendente
//⇒Intervallo; Scala

### Discronia
(Pronuncia Discronìa)
//⇒Sincronia

### Disfonia
(Pronuncia Disfonìa) Perdita temporanea della voce.
//⇒Afonia

### Disgiunto
//⇒Scala

### Dissonanza
//⇒Consonanza, Dissonanza

### Distanza
//⇒Intervallo

### Ditono
(Pronuncia Dìtono) Termine latino per l'intervallo di 3ª maggiore.
//⇒Ditono

### Dodecafonia
Metodo di composizione musicale codificato da Arnold Schönberg nel 1923 ma risale già al 1907 nel compositore l'esigenza di allontanarsi dai vincoli imposti dalla tonalità.
I dodici suoni della scala tonale vengono considerati "solo in relazione con se stessi" abbandonando il centro tonale presente nelle scale tonali tradizionali.
//⇒Dodecafonia

### Dominante
Quinto grado di una scala eptatonica.
//⇒Dominante; Scala

### Doppio diesis; Doppio bemolle
//⇒Alterazione

### Duina
Gruppo irregolare costituito da due figure musicali (o da valori equivalenti) che sostituiscono in quel determinato metro tre figure del medesimo valore.

### Duetto
//⇒Duetto

### Duo
//⇒Duo

### Duplex longa
//⇒Figura

### Durata
//⇒Suono

## E
<D | F>

### E
Indica la nota mi nella notazione letterale utilizzata nei paesi anglosassoni e di lingua tedesca.
//⇒nota; E

### Eccedente
//⇒Intervallo

### Elettrofoni
Strumenti nei quali il suono viene prodotto o amplificato attraverso congegni di tipo elettronico. Essi si ripartiscono in E.:
- a generatori elettromeccanici (organo Hammond)
- a oscillatori (onde martenot, teremin, trautonium)
- elettromagnetici (mellotron)
- a microprocessori (computer, sintetizzatori)
- semielettronici (strumenti tradizionali elettrificati; tipico esempio le chitarre elettriche)

//⇒Elettrofoni; Organo Hammond; Onde Martenot; Teremin; Trautonium; Mellotron; Sintetizzatore; Chitarra elettrica

### Emiola, emiolia
//⇒Hemiolia

### Emitonico
(Pronuncia emitònico).
<Dal greco antico ἡμιτόνιον, composto da ἡμι e τόνος, "mezzo tono", cioè "semitono"> Si dice di scale o altre strutture melodiche aventi semitoni. Si oppone a anemitònico, "privo di semitoni".
//⇒Anemitonico

### Enarmonia
(Pronuncia enarmonìa)
1. Nella teoria musicale della Grecia antica, si diceva enarmonico il tetracordo avente come πυκνóν (pycnòn) tre suoni a distanza di quarto di tono.
2. Con E. o omofonìa si intende la possibilità di scrivere il medesimo suono in diverse maniere (es. Do♯-Re♭). Il concetto di E. si è rafforzato e diffuso soprattutto in seguito all'adozione del sistema temperato.

### Enarmonico
Che segue i precetti dell'enarmonia (2).

### Endecalineo
Rigo musicale costituito da 11 linee. Solitamente utilizzato nei solfeggi in unione con una chiave di do posizionata al centro del rigo in corrispondenza della sesta linea e sopprimendo quest'ultima, in modo da ottenere due pentagrammi. In tal modo il pentagramma inferiore è equivalente ad un pentagramma avente chiave di basso mentre quello superiore ad uno in chiave di violino. Con l'E. sostanzialmente si introduce l'allievo alla lettura della chiave di violino e di quella di basso, offrendone una visione contemporanea che fa meglio comprendere l'estensione delle due chiavi e la loro complementarità.

### Enigmatica, scala
Scala introdotta da Giuseppe Verdi, caratterizzata dalla successione, a partire da una qualsiasi nota, di una seconda minore, seconda aumentata, seconda maggiore, seconda maggiore, seconda maggiore, seconda minore, seconda minore.
Esempio: Do,Reb,Mi,Fa#,Sol#,La#,Si,Do.

### Equalizzata, scala
Si dice di scala nella quale gli intervalli che separano un suono dall'altro sono tutti uguali. Gli esempi più usati di scala E. sono la scala cromatica e la scala esatonale.
//⇒Scala

### Esacordo

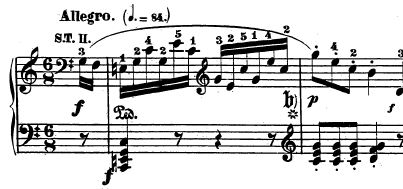

Successione di sei suoni che ha origine grazie a Guido d'Arezzo, nel quale il semitono è situato tra il terzo ed il quarto suono. Vi sono tre tipi di esacordo. Se l'esacordo ha inizio da quello che è il nostro do, allora l'esacordo viene chiamato "naturale", poiché il si non è presente nell'esacordo. Se l'esacordo ha inizio da quello che è il nostro fa, allora l'esacordo viene chiamato "molle", poiché il si deve essere bemolle. Se l'esacordo ha inizio da quello che è il nostro sol, allora l'esacordo viene chiamato "duro", poiché il si non deve essere alterato. Le sei note dell'esacordo hanno nomi fissi, ovvero: ut, re, mi, fa, sol e la. Questo vuol dire che ogni nota, in base all'esacordo che si deve prendere in considerazione, può avere tre nomi diversi. Questi nomi hanno origine dall'Inno a San Giovanni, protettore dei cantori, e rappresentano la prima sillaba di ogni versetto del suddetto inno. Nel '500 vi sarà l'introduzione del si (San Ioannes). La sillaba ut verrà sostituita da do, prima sillaba del cognome di Giovanni Battista Doni. Guido d'Arezzo inventò l'esacordo per poter solfeggiare (solmisazione), e poter leggere a prima vista un nuovo canto. Quest'argomento è trattato nella sua opera "Lettera al monaco Michele sul canto ignoto" (Epistola ad Michaelem monacum de ignoto cantum).

### Esatonale, scala
Nota anche come scala esafonica o esatonica, è una scala nella quale tra un grado ed il successivo vi è sempre un intervallo di tono. Per tale motivo fa parte della scale equalizzate.
//⇒Scala esatonale

### Ethos
//⇒Ethos

## F
<E | G>

### F
1. Scritta maiuscola, indica la nota fa nella notazione letterale utilizzata nei paesi anglosassoni e di lingua tedesca.
2. Scritta minuscola e corsiva, abbreviazione di forte.

### Fagotto
//⇒Fagotto

### Fake Book
//⇒Fake book

### ff
Scritto minuscolo e corsivo, abbreviazione di fortissimo. A volte si trovano anche fff, ffff, per indicare intensità di suoni ancora maggiori.

### Fiati
Vengono genericamente individuati con questo termine tutti gli strumenti a fiato presenti in orchestra. Essi si dividono ulteriormente in legni e ottoni.
I più utilizzati sono:
- per i legni: il flauto, l'ottavino, l'oboe, il corno inglese, il clarinetto, il sassofono, il fagotto ed il controfagotto.
- per gli ottoni: il corno, la tromba, il trombone, il flicorno e la tuba.

//⇒Clarinetto; Fagotto; Flauto; Oboe; Sassofono; Corno; Corno inglese; Flicorno; Tromba; Trombone; Tuba.

### Figura
Rappresentazione grafica della durata relativa di un suono. La F. non esprime una durata assoluta perché è solo un simbolo di rapporto; in questo senso, ogni F. rappresenta solo una durata doppia della F. immediatamente inferiore.
Ecco di seguito le principali F. della musica eurocolta; nella colonna centrale sinistra la nota, cioè la figura che esprime il suono, in quella centrale destra la pausa, la figura che esprime il silenzio; nell'ultima colonna, i rapporti che regolano le durate tra le figure:
| NOME                               | NOTA         | PAUSA              | RAPPORTI                        |
| ---------------------------------- | ------------ | ------------------ | ------------------------------- |
| semibreve o intero                 | semibreve    | semibreve pausa    | {\displaystyle {\frac {1}{1}}}  |
| minima o metà                      | minima       | minima pausa       | {\displaystyle {\frac {1}{2}}}  |
| semiminima o quarto                | semiminima   | semiminima pausa   | {\displaystyle {\frac {1}{4}}}  |
| croma o ottavo                     | croma        | croma pausa        | {\displaystyle {\frac {1}{8}}}  |
| semicroma o sedicesimo             | semicroma    | semicroma pausa    | {\displaystyle {\frac {1}{16}}} |
| biscroma o trentaduesimo           | biscroma     | biscroma pausa     | {\displaystyle {\frac {1}{32}}} |
| semibiscroma o sessantaquattresimo | semibiscroma | semibiscroma pausa | {\displaystyle {\frac {1}{64}}} |

Al di là delle F. in tabella, esistono valori più alti e più bassi. La breve (nella scrittura odierna raffigurata come una semibreve con due barre verticali alle estremità laterali), la lunga (una nota rettangolare con stanghetta) e la massima (come la lunga ma con il rettangolo di lunghezza doppia) costituiscono valori più alti della semibreve. La quintupla o centoventottesimo, la sestupla, ecc. sono valori più bassi della semibiscroma, tutti raffigurati da progressivi incrementi della bandierina delle note o degli uncini delle pause.
Perché la durata di un suono sia effettivamente codificata, la F. deve essere associata ad una frazione metrica (e quindi anche al metro da essa rappresentato) e ad un opportuno andamento, magari corredato da indicazione metronomica.
//⇒Metro

### Figura irregolare
//⇒Gruppo irregolare

### Fill
(Dall'inglese to fill: «riempire»).
In genere è un'indicazione riportata in un arrangiamento (tipicamente per Big band) che richiede all'esecutore di improvvisare brevemente riempiendo lo spazio stabilito. Non si tratta di un assolo, ma di un commento al tema musicale o ad una melodia cantata dal solista.
//⇒Big band

### Fingerpicking
Tecnica con la quale i chitarristi di chitarra elettrica suonano il loro strumento esclusivamente con le dita (finger = «dito» in inglese) senza l'ausilio di plettri, "penne" o altro. Nella chitarra classica è invece la tecnica ordinaria.
//⇒Chitarra; Fingerpicking

### Fioretto; Fioritura
//⇒Abbellimento

### Fisica acustica
Scienza che studia il comportamento del suono e della propagazione delle onde sonore.
//⇒Ingegneria acustica

### Flauto
Strumento musicale a fiato di origine antichissima, diffuso in tutte le culture musicali del mondo. Viene classificato come aerofono ad imboccatura semplice diretta e ne esistono innumerevoli tipologie, accomunate dal principio di funzionamento dello spigolo frangi-aria (un taglio contro cui viene indirizzato il fiato dell'esecutore): questo spigolo spezza il flusso dell'aria in due e genera vibrazioni armoniche.
//⇒Flauto dolce; Flauto traverso; Ottavino; Flauto indiano; Flauto di Pan.

### Flicorno
//⇒Flicorno

### Forma
//⇒Forma musicale

### Forte; Fortissimo
//⇒ Forte

### Frottola
//⇒Frottola

### Fusa
Nella notazione musicale moderna si definisce fusa (o quintupla, quintina, centoventottesima) la 128ª parte dell'intero o semibreve (4/4).

## G
<F | H>

### G
Indica la nota sol nella notazione letterale utilizzata nei paesi anglosassoni e di lingua tedesca.

### Generi musicali
//⇒Generi musicali

### Glissando; Glissato; Gliss
//⇒ Glissando

### Gospel
//⇒Gospel

### Grado
1. Suoni formanti la scala. Sono contraddistinti attraverso numeri ordinali al genere maschile (primo G., secondo G., ecc.) oppure con numeri romani (I, II, ecc.) o anche con apposite denominazioni legate alla funzione che occupa quel grado all'interno della scala (Tonica, Sopratonica, ecc.). Ad esempio, nelle scale eptatoniche abbiamo che:
- la prima nota è chiamata tonica
- la seconda nota viene chiamata sopratonica
- la terza nota può assumere tre nomi: mediante, modale o caratteristica
- la quarta nota sottodominante o controsensibile
- la quinta nota è chiamata dominante
- la sesta nota è chiamata sopradominante
- la settima nota può assumere due nomi: sensibile o sottotonica (detto anche settimo grado) (a seconda che sia distante un semitono o un tono dalla tonica superiore)

2. G. congiunto. G. immediatamente precedente o successivo ad una nota presa come riferimento. È sinonimo di intervallo di 2ª. /⇒Accessoria, nota.
3. G. disgiunto. Rispetto ad una nota presa come riferimento, G. ad essa non adiacente.
//⇒Grado; Scala

### Grave
//⇒Altezza; Andamento

### Gruppetto
//⇒ Abbellimento

### Gruppo irregolare
Gruppo ritmico non coincidente con le pulsazioni previste in quella determinata sezione del metro, con il quale si pone quindi in contrasto, creando un'accentuazione contrametrica. Si tratta quindi di raggruppamenti di note che, per eccesso o per difetto, non si inseriscono all'interno della suddivisione ritmica determinata all'inizio del brano dalla frazione metrica. I G.I. vengono identificati dal numero di note che contengono, indicato da un numero arabo: duina, terzina, quartina, quintina, sestina, settimina, ecc. e può essere semplice, composto o complesso.

## H
<G | I>

### H
Indica la nota si naturale nella notazione letterale utilizzata in Germania.

### Hard rock
L'hard rock è un genere musicale derivato dal rock & roll e dal blues-rock, nato tra la fine degli anni sessanta e l'inizio degli anni settanta nel Regno Unito.

### Heavy Metal
È un genere derivato dall'Hard Rock, emerso negli anni settanta.

### Hemiola
//⇒Hemiolia

### Hemiolia
(Pronuncia emiòlia). Corrette anche le forme emiolia (pronuncia emiòlia), emiola e hemiola (pronuncia emìola).
<Dal greco antico ἡμιόλιος, composto da ἡμι e ὅλος, "uno e mezzo", cioè il rapporto 3/2> Nella teoria musicale moderna si parla di H. per indicare un raggruppamento binario di due gruppi ternari. Ad esempio una H. in 6/8 si ottiene raggruppando le crome in modo tale che l'accento (1) tonico si sposti dal 3+3 originario a 2+2+2.

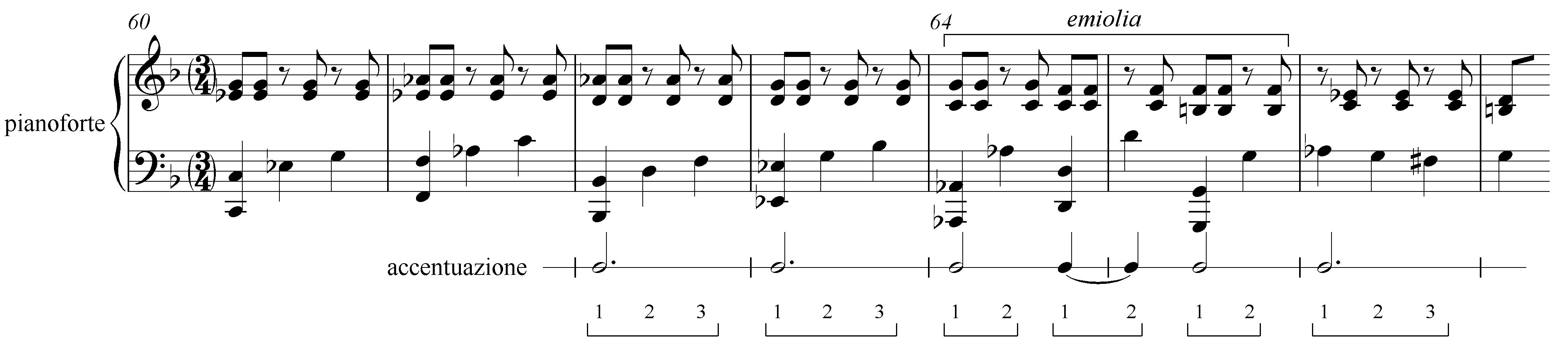
Esempio di hemiolia nel primo tempo della sonata per pianoforte K332 di W.A. Mozart. Lo spostamento dell'accento a misura 64 e 65 fa sì che due misure di 3/4 vengano percepite come 3 misure da 2/4

### Hertz
In musica hertz (simbolo Hz) è l'unità di misura dell'altezza del suono. Indica il numero di vibrazioni acustiche per secondo, quindi la frequenza. Notoriamente, il suono di riferimento per l'accordatura degli strumenti è il la dell'ottava centrale del pianoforte, corrispondente, in epoca moderna, a un suono la cui altezza è 440 Hz.
//⇒Accordatura; Hertz